# 테드 창

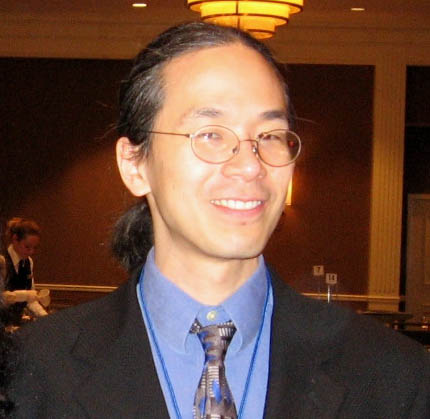
테드 창

테드 창(Ted Chiang, 姜峯楠) (1967년 - )은 미국의 SF소설 작가이다.

## 약력
대만계 이민 2세로 뉴욕주 포트 제퍼슨에서 태어났다. 브라운 대학교에서 물리학과 컴퓨터 공학을 전공하고 졸업 후 신인 SF 작가를 대상으로 한 클라리온 워크샵에 참가했다.
〈바빌론의 탑〉(1990)을 발표하며 데뷔, 동 작품으로 네뷸러상 단편부문을 수상했다. 뒤이어 발표된 모든 중단편들이 휴고상과 네뷸러상을 위시한 주요 SF상의 최우수 작품상을 수상하거나 후보에 올랐고, 2002년에 출간된 데뷔 작품집인 당신 인생의 이야기가 평단 내외에서 격찬을 받으며 21세기를 대표하는 과학소설 작가로 자리잡았다.
2009년 7월 18일, 부천국제판타스틱영화제에서 주최한 행사 환상교실의 일환으로 초청받아 방한, 그의 모든 작품을 한국어로 번역한 SF 평론가 김상훈의 사회로 '하드 SF - 서사의 논리와 글쓰기의 미학'라는 제목의 강연회를 개최했다. 이후에는 장소를 옮겨 최신작의 낭독 및 사인회도 열렸다. 2016년에는 중편 〈네 인생의 이야기〉를 원작으로 한 드니 빌뇌브 감독의 영화 컨택트가 개봉되어 비평가와 관객들의 높은 평가를 받았다.
2019년 5월에는 당신 인생의 이야기 이후에 발표한 모든 작품을 수록한 두 번째 작품집 숨(Exhalation: Stories)이 미국과 한국에서 출간되었다.

## 작품

### 단편과 중편
- 〈바빌론의 탑〉Tower of Babylon (1990)
- 〈이해〉Understand (1991)
- 〈영으로 나누면〉Division by Zero (1991)
- 〈네 인생의 이야기〉Story of Your Life (1998)
- 〈일흔두 글자〉Seventy-Two Letters (2000)
- 〈인류과학의 진화〉The Evolution of Human Science (2000)
- 〈지옥은 신의 부재〉Hell Is the Absence of God (2001)
- 〈외모지상주의에 대한 소고 - 다큐멘터리〉Liking What You See: A Documentary (2002)
- 〈우리가 해야 할 일〉What's Expected of Us (2006)
- 〈상인과 연금술사의 문〉The Merchant and the Alchemist's Gate (2007)
- 〈숨〉Exhalation (2008)
- 〈소프트웨어 객체의 생애 주기〉The Lifecycle of Software Objects (2010)
- 〈데이시의 기계식 자동보모〉Dacey's Patent Automatic Nanny (2011)
- 〈사실적 진실, 감정적 진실〉The Truth of Fact, the Truth of Feeling (2013)
- 〈거대한 침묵〉The Great Silence (2015)
- 〈옴팔로스〉Omphalos (2019)
- 〈불안은 자유의 현기증〉Anxiety Is the Dizziness of Freedom (2019)

### 작품집
- 《당신 인생의 이야기》Stories of Your Life and Others (2002) - 김상훈 옮김, 2004년 11월, 행복한책읽기. ISBN 9788989571308.
- 《당신 인생의 이야기》(개정판) Stories of Your Life and Others (2002) - 김상훈 옮김, 2016년 10월, 북하우스 엘리. ISBN 9788956057842.
- 《숨》Exhalation: Stories (2019) - 김상훈 옮김, 2019년 5월, 북하우스 엘리. ISBN 9791164050277.